# Bisdom Bydgoszcz

kerkprovincie Gniezno:
14. Aartsbisdom Gniezno
15. Bisdom Bydgoszcz
16. Bisdom Włocławek

Het bisdom Bydgoszcz (Latijn: Dioecesis Bydgostiensis, Pools: Diecezja Bydgoska) is een in Polen gelegen rooms-katholiek bisdom met zetel in de stad Bydgoszcz. Het bisdom behoort tot de kerkprovincie Gniezno, en is, samen met het bisdom Włocławek, suffragaan aan het aartsbisdom Gniezno.

## Geschiedenis
- 24 februari 2004: Opgericht als bisdom Bydgoszcz

## Bisschoppen van Bydgoszcz
- 2004-heden Jan Tyrawa

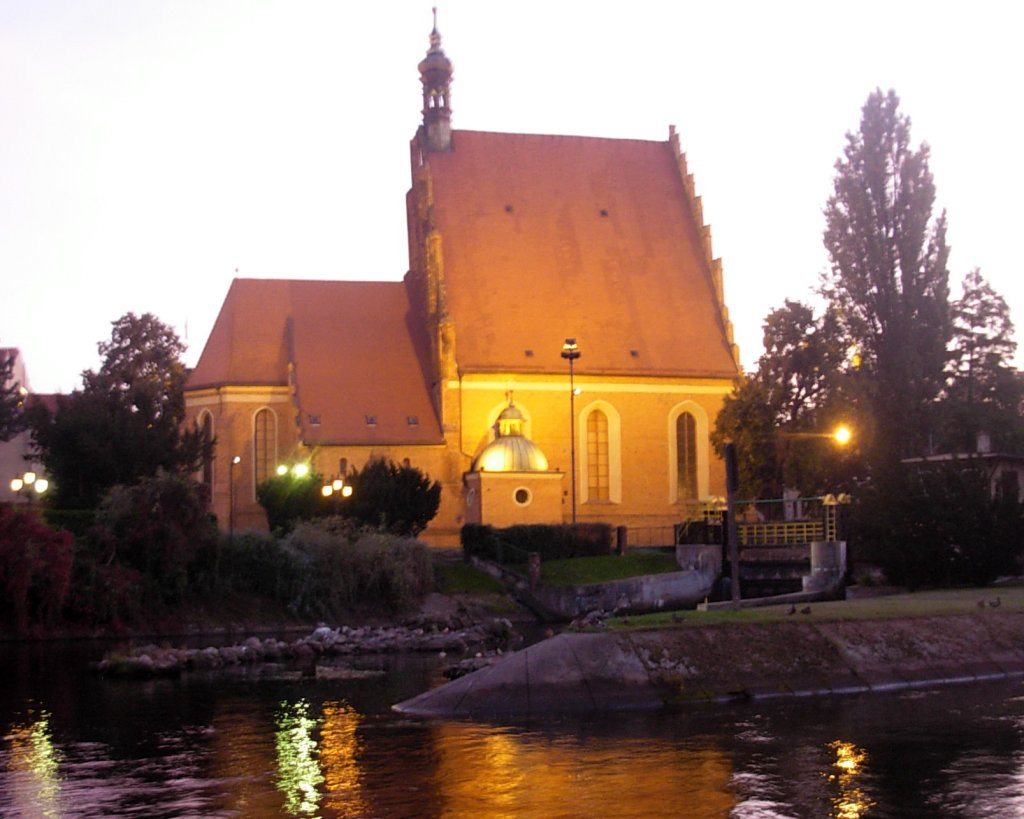
Kathedraal van Bydgoszcz
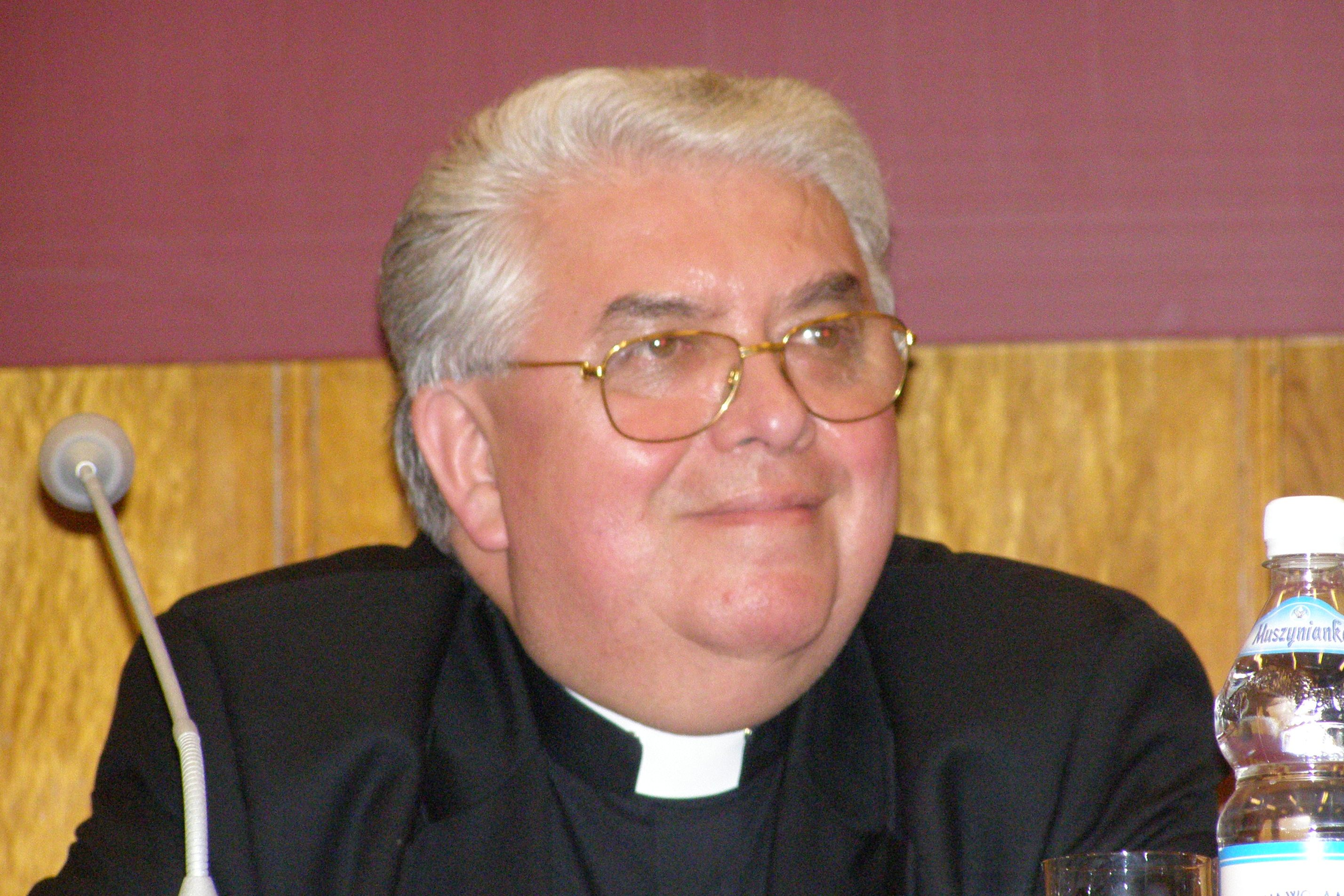
Bisschop Jan Tyrawa